# رهن شرعي
الرهن في اللغة معناه: الثبوت والحبس. وشرعا: (جعل عين مالية وثيقة بدين يستوفي منها عند تعذر الوفاء). والأصل فيه أدلة منها: آية المداينة،، وما بعدها عند قول الله: ﴿وَإِنْ كُنْتُمْ عَلَى سَفَرٍ وَلَمْ تَجِدُوا كَاتِبًا فَرِهَانٌ مَقْبُوضَةٌ فَإِنْ أَمِنَ بَعْضُكُمْ بَعْضًا فَلْيُؤَدِّ الَّذِي اؤْتُمِنَ أَمَانَتَهُ وَلْيَتَّقِ اللَّهَ رَبَّهُ وَلَا تَكْتُمُوا الشَّهَادَةَ وَمَنْ يَكْتُمْهَا فَإِنَّهُ آثِمٌ قَلْبُهُ وَاللَّهُ بِمَا تَعْمَلُونَ عَلِيمٌ ۝٢٨٣﴾ [البقرة:283]
  فالرهن هو: حبس عين مالية، لتكون ضمانا بدين، وتدل الآية على مشروعية الرهن في المداينة، فكما أن الله تعالى يجعل المثوبة والأجر، لمن يقرض الآخرين، وينفس كربتهم، من غير الإضرار بهم! كذلك جعل الله تعالى لمن أقرض غيره الحق في أن يستوثق لحقه بالرهن، إن أراد ذلك. وتبقى العين المرهونة محبوسة بالرهن حتى يقضى جميعه.
وتعد أحكام الرهن ضمن فقه المعاملات في علم الفقه.

## أحكام الرهن في الفقه
الرهن في الفقه باب من أبواب فقه المعاملات، وتعريفه لغة: الثبوت والحبس. وشرعا: (جعل عين مالية وثيقة بدين يستوفي منها عند تعذر الوفاء). والأصل فيه قبل الإجماع أدلة منها قول الله تعالى: 《(فرهان مقبوضة)》
والوثائق ثلاث: الشهادة لخوف الجحد، والضمان والرهن لخوف الإفلاس.
أركان عقد الرهن سته هي:
- عاقدان وهما: 1 - الراهن وهو: المدين مالك المرهون. 2- المرتهن وهو: الدائن الذي يصير المرهون في يده. ويشترط في العاقدين أهلية التبرع والاختيار، كما في البيع.
- صيغة وهي: الإيجاب والقبول، كقول أحد المتعاقدين: رهنتك هذه المعادن بالف مؤجل إلى وقت كذا، ويوافق الآخر،
- معقود عليه وهو: 1-مرهون، وشرطه: أن يكون عينا منتفعا بها، وله قاعدة فقهية عامة هي: (كل ما جاز بيعه من الأعيان المنتفع بها جاز رهنه).

2-مرهون به: ويشترط أن يكون دينا معلوما قدرا وصفة، مؤجلا إلى أجل معلوم، لأن آية الرهن وردت في المداينة.
ويكون الرهن قبل قبض المرهون عقد جائز -لكل من المتعاقدين فسخه- وأما بعد قبض المرهون فيكون جائزا من جهة المرتهن -فله فسخه متى شاء- ويكون لازما من جهة الراهن -فليس له فسخه-. ويصير المرهون بعد القبض أمانة في يد المرتهن، وليس له التصرف فيه، لانه ملك للراهن، وعلى الرهن مؤنة المرهون إن احتاج إلى مؤنة، وله زوائده، مثل: نتاج الدابة وزيادة سعر المرهون، ويكون المرهون باقيا في يد المرتهن، ولا ينفك شيء من المرهون، حتي يقضي الراهن جميع الدين، وإذا لم يف الراهن بتسليم الدين بعد حلول أجله طالبه المرتهن، فإن تعذر التسليم! فإمهال المعسر أوإبراؤه هو الأفضل، وللمرتهن مطالبة الراهن ببيع المرهون، فإن امتنع فله رفع الأمر إلى القاضي وعندها يكون الحكم بعرض المرهون، وبيعه ليستوفى الدين من قيمته، ولا يباع المرهون إلا بثمن المثل نقدا بنقد البلد.

## آية الرهن
| 'قال الله تعالى: ﴿وَإِنْ كُنْتُمْ عَلَى سَفَرٍ وَلَمْ تَجِدُوا كَاتِبًا فَرِهَانٌ مَقْبُوضَةٌ فَإِنْ أَمِنَ بَعْضُكُمْ بَعْضًا فَلْيُؤَدِّ الَّذِي اؤْتُمِنَ أَمَانَتَهُ وَلْيَتَّقِ اللَّهَ رَبَّهُ وَلَا تَكْتُمُوا الشَّهَادَةَ وَمَنْ يَكْتُمْهَا فَإِنَّهُ آثِمٌ قَلْبُهُ وَاللَّهُ بِمَا تَعْمَلُونَ عَلِيمٌ ۝٢٨٣﴾ [البقرة:283] ' |

هذه الآية مرتبطة بآية المداينة التي قبلها، قال ابن عباس نزلت آية المداينة في السلم، وهو: بيع عين موصوف في الذمة، وصورته التمثيلية: في أهل الزراعة، ممن يقترض من أهل التجارة مالا، فيقول له التاجر: أدفع لك المال على أن تعطيني بالمقابل شعيرا أو قمحا أوتمرا بعد مدة كذا،
لأن المزاع ينتظر وقت الحصاد. وهذا بحسب الغالب، وعلى هذا فبيع السلم هو: اقتراض قدر من المال مقابل مبيع مؤجل في الذمة، وفق شروط مذكورة في بيع السلم. وآية المداينة تتضمن الأمر بتوثيق الدين بكتابته في وثيقة والإشهاد، وذكر في الآية بعدها
في حال السفر، إذا لم يوجد كاتب، وأراد صاحب الحق ضمانا لماله،
فله ذلك بقبض عين مالية رهنا بالدين، والأمر ليس مقصورا في السفر، فقد ورد في الصحيحين أن النبي صلى الله عليه وسلم (رهن درعه في طعام). ولم يكن في سفر. والمقصود من ضمان الحق، واستيفاء الدين من قيمة المرهون عند تعذر الوفاء

## اقرأ أيضا
- رهن
- رهن عقاري